# Cantonul Blois-1
Cantonul Blois-1 este un canton din arondismentul Blois, departamentul Loir-et-Cher, regiunea Centru, Franța.

## Comune
- Blois (parțial, reședință)
- La Chaussée-Saint-Victor
- Saint-Denis-sur-Loire
- Villebarou
- Villerbon